# San Silvestre (Filadelfia)
San Silvestre ist eine Ortschaft im Departamento Pando im südamerikanischen Andenstaat Bolivien.

## Lage im Nahraum
San Silvestre ist eine Ortschaft im Kanton Chivé im Municipio Filadelfia in der Provinz Manuripi und liegt auf einer Höhe von 202 m. San Silvestre liegt an der Kreuzung der Fernstraße Ruta 16 mit dem Río Manuripi, der sich 335 Kilometer weiter flussabwärts mit dem Río Tahuamanu zum Río Orthon vereinigt, einem Zufluss zum Río Beni.

## Geographie
San Silvestre liegt im bolivianischen Teil des Amazonasbeckens, nordöstlich vorgelagert den Ausläufern der peruanischen Cordillera Oriental im feuchtheißen Tropenklima der Äquatorialzone.
Die mittlere Durchschnittstemperatur der Region liegt bei knapp 26 °C und schwankt sowohl im Jahres- wie im Tagesverlauf nur unwesentlich, nur in den trockenen Wintermonaten von Juni bis August liegt sie aufgrund der nächtlichen Wärmeabstrahlung bei offener Wolkendecke geringfügig niedriger (siehe Klimadiagramm Porvenir). Der Jahresniederschlag beträgt etwa 1.900 mm und weist während der Regenzeit über mehr als die Hälfte des Jahres Monatswerte zwischen 150 und 300 mm auf, nur in der kurzen Trockenzeit von Juni bis August sinken die Niederschläge auf Monatswerte unter 50 mm.

## Verkehrsnetz
San Silvestre liegt in einer Entfernung von 115 Straßenkilometern südlich von Cobija, der Hauptstadt des Departamentos Pando.
Von Cobija aus führt die asphaltierte Nationalstraße Ruta 13 in südlicher Richtung nach Porvenir und von dort weiter nach Osten Richtung Guayaramerín und Riberalta. Die Stadt Porvenir ist nördlicher Endpunkt der 1.036 Kilometer langen Ruta 16, die von hier aus nach 82 Kilometern San Silvestre erreicht und weiter in Richtung Süden nach Chivé führt. Ein Anschluss an den südlichen Teil der Ruta 16 über Ixiamas nach Apolo und weiter nach Charazani und Huarina ist bisher nur geplant.

## Bevölkerung
Die Einwohnerzahl der Ortschaft lag zur Volkszählung vom Jahr 2001 bei 27 Einwohnern. Ältere oder neuere Daten liegen derzeit nicht vor. Da zwischen den beiden letzten Volkszählungen von 1992 und 2001 die Einwohnerzahl im Kanton Chivé von 1227 auf 898 Einwohner zurückgegangen ist, ist der Bevölkerungstrend auch für San Silvestre mit hoher Wahrscheinlichkeit eher negativ als positiv.